# 中國古代服飾研究
《中国古代服饰研究》是中華人民共和國考古學專家、开中國古代服飾研究先河沈从文的中國古代服飾文化著作，1981年9月由商务印书馆香港分馆出版，全书有插图700幅，共25万字。。

## 外部連結
- 內容介紹《中国古代服饰研究》（页面存档备份，存于）
- 上海书店出版社《中国古代服饰研究》讀後感（页面存档备份，存于）
- 瘋狂時代下堅持理性與常識──重讀沈從文 （页面存档备份，存于）